# 비하인드 도어
《비하인드 도어》(영어: Behind Closed Doors)는 B. A. 패리스의 2016년작 장편 스릴러 소설로, 작가의 데뷔작이다. 대한민국에는 arte 출판사에서 이수영의 번역으로 출간되었다.

## 등장인물
- 그레이스 앤젤(Grace Angel)

백화점에서 일하며 여행을 많이 다녔지만 결혼한 후 그만두었다. 매력적인데다 여동생 밀리까지 헌신적으로 챙겨주는 완벽한 남편 잭에게 반해 결혼하였다.
- 잭 앤젤(Jack Angel)

상당한 미남에 그레이스의 남편. 직업은 변호사이고, 가정폭력 사건을 전담하고 있다. 여러모로 완벽한 남편이지만, 그 이면에는 폭력성이 있다.
- 밀리(Millie)

그레이스의 동생으로 다운증후군이 있다. 기숙학교에서 지내고 있다.
- 에스터(Esther)

최근에 이사 온 이웃으로 키가 크고 조용하다. 부자연스럽게 완벽한 그레이스와 잭 부부에게 의심을 품고 있다.
- 다이앤

잭과는 예전부터 알고 지냈다.
- 애덤

다이앤의 남편.
- 루퍼스

잭과는 골프 클럽에서 만났다.
- 디나 앤더슨
- 그레이스의 부모님

그레이스와 잭 부부에게 늦둥이 딸 밀리를 맡기고 뉴질랜드에서 살고 있다.

## 한국어 번역본 정보
- 《비하인드 도어》(이수영 옮김, arte 펴냄, 2017년 6월 출간, ISBN 9788937830358)